# Мурафа (Жмеринський район)
Мура́фа (Морахва) — село, колишнє містечко, в Україні, у Мурафській сільській громаді Жмеринського району Вінницької області.

## Історія

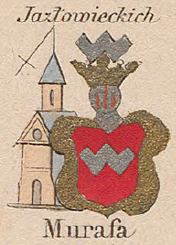
Мурафа на мапі Зигмунда Герстмана

На місці Старої Мурафи знайдені римські монети II та III ст.н. е.
Мурафа згадується 1432 р. в зв'язку з битвою, яка відбулася 30 листопада недалеко під Копистирином між військами князя Федора Несвіцького, воєводи литовського князя Свидриґайла, та відділами польського короля Владислава II Ягайла на чолі з Вінцентієм з Шамотул і Яном Менжиком з Домброви. Мурафа належала Радзивіллам, Язловецьким (зокрема, Миколай Язловецький отримав село від гетьмана великого литовського Христофора Радзивілла «Перуна»), Белжецьким, пізніше Тишкевичам, від них перейшла до Потоцьких.

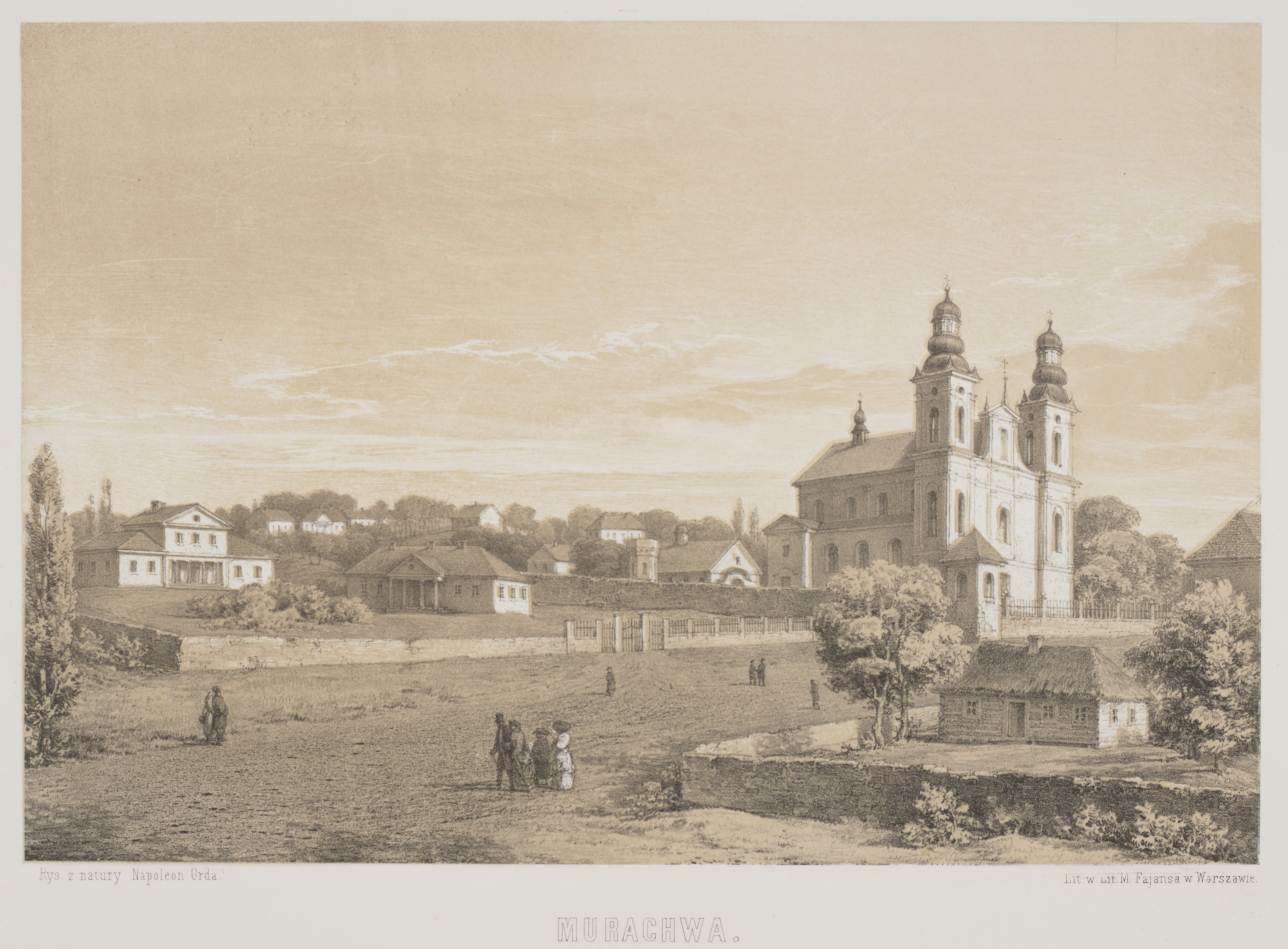
м. Мурафа, Подольської губ., 1875 рік, мал. Наполеона Орди

Власник цих земель Миколай з роду Язловецьких не мав потомства, у 1595 р. заснував в Язловці домініканський кляштор. Його сестра, Ядвіга, передала ці маєтності як посаг Янові Белжецькому, каштелянові краківському. А дочка їх, також Ядвіга, Яношу Тишкевичу. Януш Тишкевич надав кошти для будівництва монастиря о.о.домініканців у Мурахві.
Також з волі фундаторки кляштору до маєтностей о.домініканів було передано села Великі та Малі Голинчинці (Ксьондзівку). Дослідник історії ордену в українських землях Марчинський пише: «Все то належало до кляштору мурафського ордену домініканців за записом фундаторки Белжецької, ротмістерші, вчиненого в 1627 р.; ґрунти рівні, ліс чорний і дубовий до будівництва придатний, земля глиниста».
Під час Хмельниччини якийсь час місто було під контролем повстанців. Після того, як мешканці Мурафи взнали про несподіваний для повстанців та міщан Ямполя напад на їх місто коронного війська на взимку 1652 року, коли він був взятий (загинули близько 6000 козаків та волохів), вони, як і мешканці Чернівців вирішили здатись королівському війську для уникнення зайвого кровопролиття.
В 1766 році належала Йоахіму Каролю Потоцькому. Після Барської конфедерації Й. К. Потоцький осів в Морахві та вибудував тут палац, сприяв побудові нового костелу (1736 р.). Морахва поділялась в той час на старе та нове місто. Й. К. Потоцький заклав в Мурафі фабрику селітри та ряд ремісничих цехів, він сприяв викладанню бруківкою головної вулиці та обсадження її деревами. Палац Йоахіма К.Потоцького був двоповерховий, оточував його парк, який в свою чергу був оточений муром з вежами. Після пожежі палац не був відбудований, а був розібраний. На малюнку Наполеона Орди видно лише руїни палацу. Й. К. Потоцький був похований в костелі у Мурафі.
Деконські збудували неподалік руїн палацу будинок (маєток) для власних потреб. Костел і кляштор, закладений Ядвигою Язловецькою, були оборонними. Мури костелу були збережені, а сам костел і внутрішню оздобу перебудував, після значної руйнації періоду козацьких воєн, вже Йоахім Кароль Потоцький. В Мурафі неподалік костелу був також будинок Маріани Мостовської.
В 1831 р. Морахва була конфіскована Сигізмундові Добку (г. Гриф) царським урядом.
Наприкінці 19 ст. у Старій Морахві разом з передмістями Травна та Заячки було 250 димів та 2500 населення, тут був костел, церква, синагога, а в Новій Морахві було 147 димів та 400 населення, церква, синагога. Була тут школа, 32 крамниці, 20 ремісників, 2 млини.
Під час проведеного радянською владою Голодомору 1932—1933 років померло щонайменше 375 жителів села.
До 1989 року носило назву Жданове, в 1989 році селу було повернуто попередню назву
З 24 серпня 1991 року Мурафа входить до складу незалежної України.

## Населення
Населення становить 2739 осіб за переписом населення України 2001 року.

## Пам'ятки
- Церква
- Костел
- Синагога
- Палац Й. К. Потоцького

## Відомі люди
- На думку Мицика між 1605—1610 роком в Мурафі, у шляхетській родині Сірків, народився кошовий отаман Іван Сірко[8].
- Василь Татарський — генерал-хорунжий УНР, командир кулеметної сотні Української дивізії «Галичина», громадський діяч, один з основоположників Союзу Українських Ветеранів в Німеччині, та його голова від 1950 р.
- Броніслав Бернацький (1944—2024) — єпископ Одесько-Сімферопольської дієцезії (з 2002—2020)[9].
- Ян Белжецький — галицький каштелян, разом з дружиною Ядвігою (донькою Єжи (Юрія) Язловецького[10] фундатор кляштору домініканів у Мурафі.[11][12]
- Ліневський Станіслав Якович (1987—2015) — солдат ЗСУ учасник російсько-української війни[13].
- Любацька Людмила Вікторівна (* 1961) — українська пиьсменниця.
- Чернецький В'ячеслав Йосипович (1994—2017) — матрос морської піхоти ВМС ЗС України, учасник російсько-української війни.

## Галерея

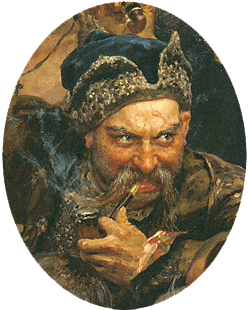
Кошовий отаман Іван Сірко
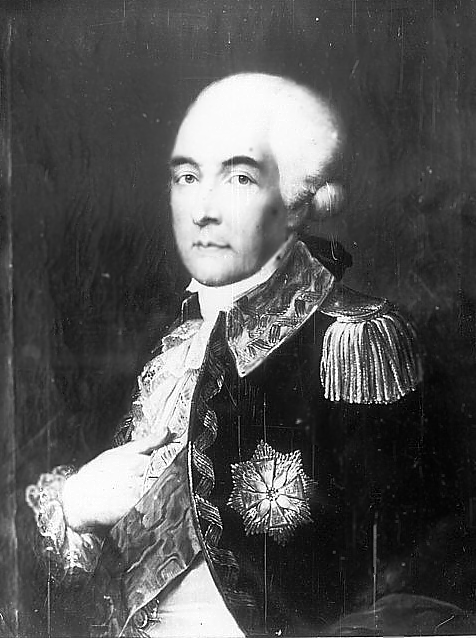
Йоахім Кароль Потоцький

.